# Nóvaia
Nóvaia (en rus: Новая) és un poble de l'óblast de Vladímir, a Rússia, que en el cens del 2010 tenia 3 habitants. Pertany al districte de Koltxúguino.